# Baetis Labēs
Le Baetis Labēs sono una struttura geologica della superficie di Marte.